# Sculpture tchèque d'Adam Małysz à Wisła
 (juin 2024).
La mise en forme du texte ne suit pas les recommandations de Wikipédia : il faut le « wikifier ».
Les points d'amélioration suivants sont les cas les plus fréquents :
- Les titres sont pré-formatés par le logiciel. Ils ne sont ni en capitales, ni en gras.
- Le texte ne doit pas être écrit en capitales (les noms de famille non plus), ni en gras, ni en italique, ni en « petit »…
- Le gras n'est utilisé que pour surligner le titre de l'article dans l'introduction, une seule fois.
- L'italique est rarement utilisé : mots en langue étrangère, titres d'œuvres, noms de bateaux, etc.
- Les citations ne sont pas en italique mais en corps de texte normal. Elles sont entourées par des guillemets français : « et ».
- Les listes à puces sont à éviter, des paragraphes rédigés étant largement préférés. Les tableaux sont à réserver à la présentation de données structurées (résultats, etc.).
- Les appels de note de bas de page (petits chiffres en exposant, introduits par l'outil «  Source ») sont à placer entre la fin de phrase et le point final[comme ça].
- Les liens internes (vers d'autres articles de Wikipédia) sont à choisir avec parcimonie. Créez des liens vers des articles approfondissant le sujet. Les termes génériques sans rapport avec le sujet sont à éviter, ainsi que les répétitions de liens vers un même terme.
- Les liens externes sont à placer uniquement dans une section « Liens externes », à la fin de l'article. Ces liens sont à choisir avec parcimonie suivant les règles définies. Si un lien sert de source à l'article, son insertion dans le texte est à faire par les notes de bas de page.
- La présentation des références doit suivre les conventions bibliographiques. Il est recommandé d'utiliser les modèles {{Ouvrage}}, {{Chapitre}}, {{Article}}, {{Lien web}} et/ou {{Bibliographie}}. Le mode d'édition visuel peut mettre en forme automatiquement les références.
- Insérer une infobox (cadre d'informations à droite) n'est pas obligatoire pour parachever la mise en page.

Pour une aide détaillée, merci de consulter Aide:Wikification.
Si vous pensez que ces points ont été résolus, vous pouvez retirer ce bandeau et améliorer la mise en forme d'un autre article.
 (juin 2024).
Le contenu est difficilement compréhensible vu les erreurs de traduction, qui sont peut-être dues à l'utilisation d'un logiciel de traduction automatique.

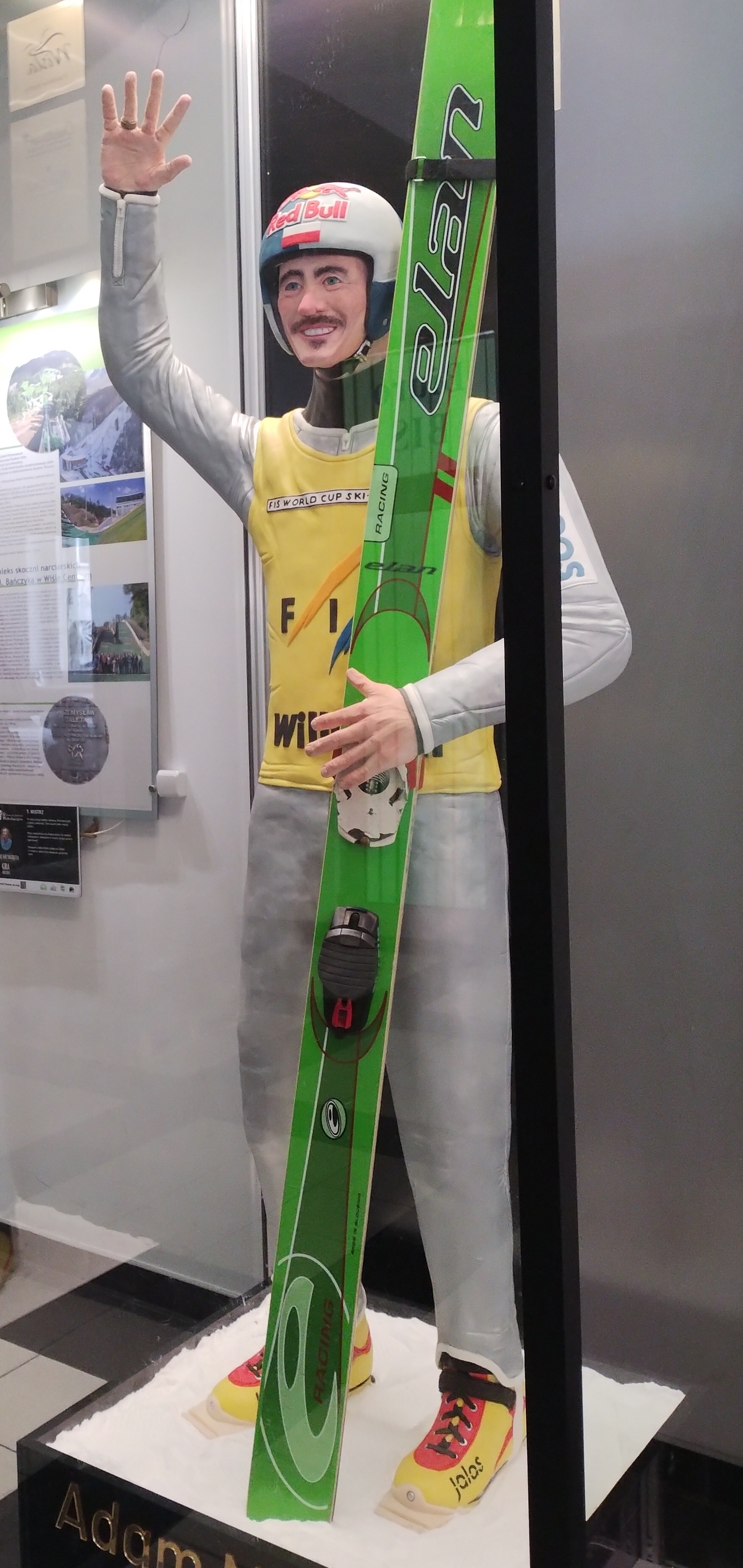
Le nouveau monument en chocolat commémore les grands succès et les grandes émotions qui ont accompagné les sauts du grand champion de ski.

La statue en chocolat de Adam Małysz est l'une des attractions touristiques de Wisła et un symbole de la popularité du sauteur à ski polonais - Adam Małysz, le légendaire "Aigle de la Vistule", dont les succès sportifs exceptionnels au cours de la première décennie du XXIe siècle, ont ravi des millions de Polonais.
La première figurine en chocolat "Aigle de la Vistule" a été créée en 2001 au cours de ce qu'on appelle małyszomania (fascination de masse pour Małysz et le saut à ski). Il a été fabriqué par les membres de l'Association des confiseurs polonais à partir du bloc de chocolat blanc pesant 330 kilogrammes. La statue mesurait 2,5 mètres de haut et pesait 180 kilogrammes. Il a été créé par une équipe de huit artistes - leur temps de travail était de 264 heures. L'œuvre a été présentée pour la première fois le 5 Mai 2001 lors de l'événement Majówka z Małyszem. Il a été exposé dans le hall de la Maison thermale au centre de Wisła, sur la place Hoffa. En raison du manque de sécurité, la statue a été endommagée par l'un des fans qui lui a arraché l'oreille. En 2007, le monument a subi une rénovation approfondie par E. Wedel. L'ouvrage s'est enrichi, entre autres : pour de nouveaux skis et la quatrième boule de cristal,,.
Les années ont passé. La "Małyszomania" et les grands triomphes de "Orzeł Wiślany" sont devenus un souvenir sentimental. Au fil du temps, la sculpture a été détruite, qui a conduit à la décision de le remplacer par un nouveau monument.
Le nouveau personnage de Małysz a été créé par le pâtissier Damian Wiśniewski dans l'atelier "Kreatywny Cukiernik Damian Wiśniewski". Pour réaliser la sculpture, l'artiste a utilisé 135 kg de chocolat plastique fourni par Maître Martini. Le délai de mise en œuvre était de 432 heures. Le nouveau "Chocolate Little" avec skis mesure 2,90 m de haut et son poids final avec le socle est d'environ 175 kg. Le dévoilement de l'œuvre a eu lieu en présence de « l'Aigle de la Vistule » lui-même en avril 2023.